# 양산 가야진사
양산 가야진사(梁山 伽倻津祠)는 대한민국 경상남도 양산시 원동면 용당리에 있는 건축물이다.
1983년 12월 20일 경상남도의 민속문화재 제7호 가야진사로 지정되었다가, 2018년 12월 20일 현재의 명칭으로 변경되었다.

## 개요
나루터신(津神)을 모시고 있는 제당으로, 신라가 가야(伽倻)를 정벌할 때 왕래하던 나루터가 있던 곳에 자리하고 있다.
앞면 1칸·옆면 1칸으로 구성되어 있고, 옆면에서 볼 때 지붕선이 ‘사람인(人)’자 모양과 비슷한 맛배지붕을 올린 목조건축물이다. 내부로 들어서면 제를 올릴 때 사용하는 제상이 있고, 그 위에 머리가 셋인 용을 그려 놓은 그림이 놓여 있다.
현재의 사당은 조선 태종 6년(1406)에 세운 것으로 전하며, 옛 건축물로서 민속신앙을 보여주는 좋은 예가 되고 있다. 지금도 마을사람들은 이곳에서 제사를 지내고 있으며, 여름철 가뭄이 극심할 때에는 기우제를 지내기도 한다.

## 같이 보기
- 양산 가야진사 출토 분청사기 제기 일괄 (경상남도 유형문화재 제594호)

## 참고 자료
- 가야진사 - 국가유산청 국가유산포털